# Plein sud (film, 2009)
Pour l’article homonyme, voir Plein sud.
Pour plus de détails, voir Fiche technique et Distribution.
Plein sud est un film français réalisé par Sébastien Lifshitz et sorti le 30 décembre 2009 en France.

## Synopsis
Sam part vers le sud au volant de sa vieille voiture, avec Mathieu et Léa – frère et sœur –, rencontrés sur la route. Un quatrième jeune, Jérémie, se joint bientôt à eux. Taciturne et apparemment insensible aux avances de Léa mais aussi de Mathieu, Sam porte un lourd souvenir : enfant, il a assisté au suicide de son père par arme à feu dans la voiture familiale lors d'une dispute entre ses parents. Sa mère, choquée, a alors perdu peu à peu pied et a fini par être internée durant vingt ans. Sam et son petit frère Alex ont été placés dans deux familles d'accueil différentes.
Au cours du périple vers le sud, au cours duquel Sam annonce qu'il se rend à Tudela en Espagne, les rencontres entre jeunes se multiplient et Mathieu s'approche de plus en plus ouvertement de Sam qui le fascine. Léa découvre que Sam transporte un pistolet. Les jeunes jouent avec l'arme, ce qui provoque une violente réaction de Sam. Le quatuor poursuit toutefois sa route pour atteindre la côte atlantique. Lors d'une soirée festive sur la plage, Mathieu et Sam deviennent amants ; le premier est bouleversé par cette expérience. Au matin, cependant, Sam s'en va, abandonnant le trio.
Arrivé à Tudela, Sam se rend chez sa mère qui est sortie de l'hôpital, a réussi à trouver un travail et vit même en couple avec un nouvel homme, espagnol. Le motif du voyage apparaît alors : Sam a besoin de purger sa colère à la face de sa mère. Finalement, un baiser de celle-ci semble le calmer ; il s'en va et finit par jeter son arme dans une rivière.

## Fiche technique
- Réalisation : Sébastien Lifshitz (assisté de Delphine Daull)
- Scénario : Stéphane Bouquet, Vincent Poymiro et Sébastien Lifshitz
- Photographie : Claire Mathon
- Montage : Stéphanie Mahet
- Son : Yolande Decarsin
- Décors : Thomas Lechevallier
- Costumes : Élisabeth Mehu
- Musique : John Parish, Jocelyn Pook, Marie Modiano
- Productrices : Alexandra Henochsberg et Judith Nora
- Sociétés de production : Ad Vitam Production avec la participation de Canal + et CinéCinéma
- Pays d'origine : France
- Durée : 87 minutes
- Format : 35 mm – 2.35:1 – couleur –  Dolby DTS
- Date de sortie :
  - France : 30 décembre 2009
  - Allemagne : 14 février 2010 (Festival international du film de Berlin)
  - États-Unis : 6 juin 2010 (Festival international du film de Seattle)

## Distribution
- Yannick Renier : Sam
- Théo Frilet : Mathieu
- Léa Seydoux : Léa
- Pierre Perrier : Jérémie
- Nicole Garcia : la mère
- Micheline Presle : la grand-mère
- Gérard Watkins : le père
- Marie Matheron : la mère adoptive
- Luis Hostalot : Pablo
- Samuel Vittoz : Alex adulte
- Quentin Gonzalez : Alex enfant
- Ludo Harley : Sam enfant
- Romain Scheiner : Sam adolescent

## Autour du film
- Ce road-movie a été tourné aux Andelys, en Dordogne et sur la côte girondine (Le Verdon-sur-Mer et Vendays-Montalivet) pour les scènes de plage[1], et dans la ville navaraise de Tudela (environ de la Plaza de los Fueros) pour les scènes finales en Espagne.
- Le film dont on peut voir plusieurs passages est Baby Boy Frankie (Blast of Silence) réalisé par Allen Baron en 1961.